# ذريعة حرب

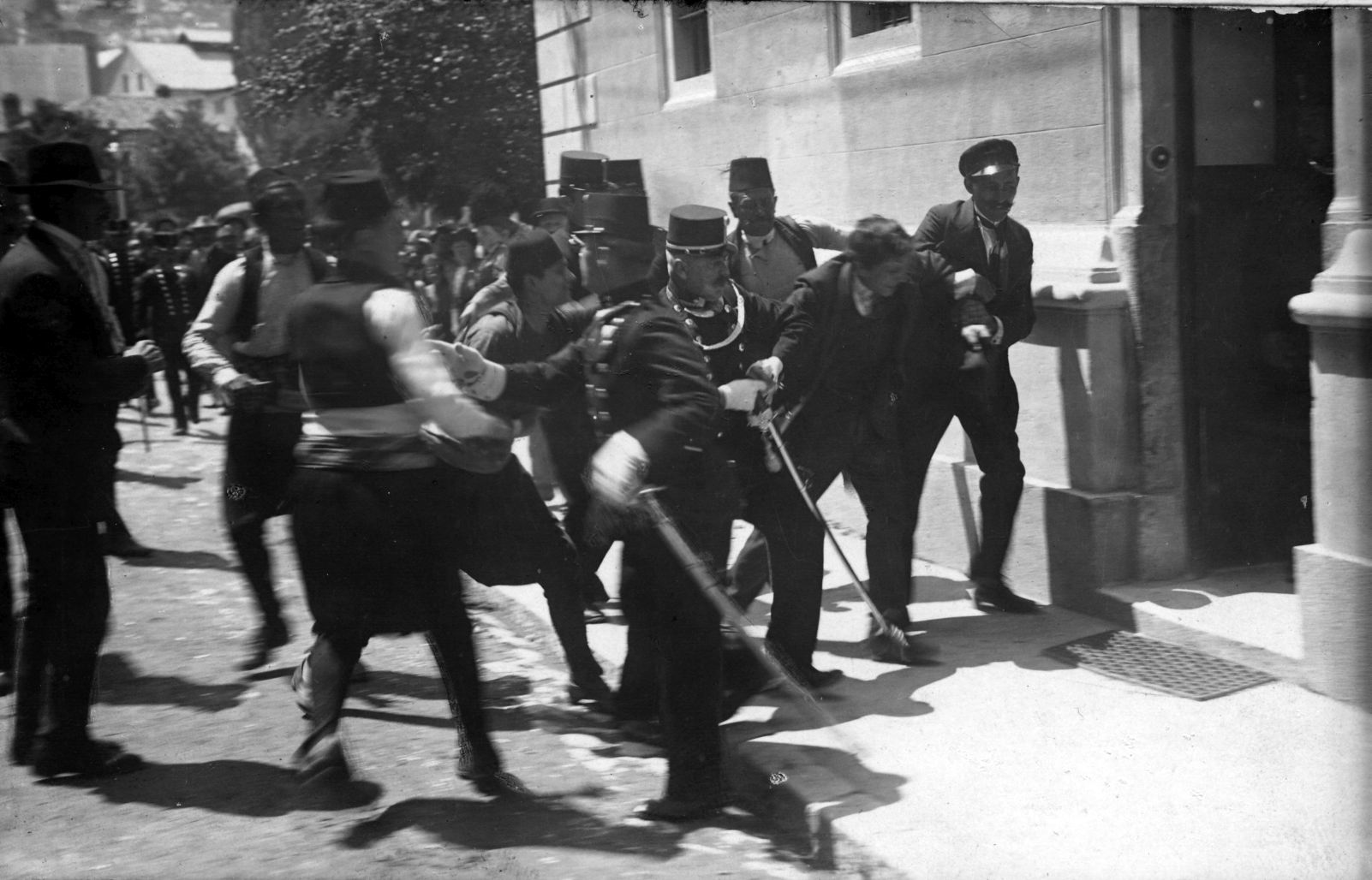

ذريعة الحرب هي العبارة التي تطلق على الأحداث الدولية من عدوان أو إجرام وتؤدي إلى إعلان الحرب. وتكون هذه الأحداث أحيانا تافهة، كما أنها لا تكشف بالضرورة سبب الحرب الحقيقي.

## ذريعتا الحرب الأمريكية الأسبانية والحرب العالمية الأولى
و تاريخ الحروب مليء بالأمثلة التي تظهر أن الأطراف الراغبة أصلا في شن حرب لتحقيق أغراضها تختلق عادة ذريعة تساعدها على ربح المناورة السياسية الداخلية والخارجية بعد إعلان الحرب، وتجعلها قادرة، إلى حد ما، على تبرير الحرب وإعطائها مظهر الحرب العادلة في بدايتها على الأقل. ففي الحرب الأمريكية الإسبانية (1898)، كانت الذريعة انفجار البارجة «ماين» في مرفأ هافانا الكوبي. وعلى الرغم من أن الحكومة الإسبانية سارعت إلى تقديم اعتذارات لا تتناسب وحجم الحادث-علما أن سبب الإانفجار بقي مجهولا- فقد أصرت الحكومة الأمريكية على تحميلها المسؤولية، واندلعت الحرب، وتخلت إسبانيا بنتيجتها عن كوبا وبورتوريكو والفيليبين لصالح الولايات المتحدة. وكانت الذريعة وراء الحرب العالمية الأولى اغتيال أرشيدوق النمسا على يد الوطنيين الصربيين حيث حملت النمسا مسؤولية الحادث حكومة بلغراد، ووجهت إليها إنذارا لا يمكن قبوله. وأقدمت برلين وفيينا على قمع الصربيين، وحالتا دون تحقيقق أي حل سلمي.
و كثيرا ما تلجأ الدول الراغبة في شن حرب إلى عملية تزوير تاريخية من أجل إلقاء اللوم على الطرف الذي تعتدي عليه متهمة إياه ببدء الأعمال العدوانية. وتستمر عملية التزوير تلك فترة من الزمن، ويتم الإصرار على صحة الرواية الرسمية رغم تكشف الحقائق في كثير من الأحيان.

## ذريعة هتلر في الحرب العالمية الثانية
فعلى الرغم من أن هتلر كان يتعمد تطمين الحكم البولوني، فقد أعطى أوامره منذ 11 أبريل 1939 لوضع خطة حرب تشتمل على هجوم مفاجئ يستهدف «تدمير القوات المسلحة البولونية»، وحتم ضرورة إنجاز هذا العمل بدءا من أول سبتمبر 1939، وقعت حادثة الهجوم على جهاز إرسال «غلايفيتز» الذي اعتبر ذريعة لبدء أوسع حرب في تاريخ البشرية. وحقيقة الحادثة، كما اتضحت في وقت لاحق، أن مجموعة من النازيين أمرت بارتداء بزات بولونية، واختلاق اعتداء على إذاعة «غلايفيتز» غير البعيدة عن الحدود البولونية. ولقد تم تنظيم الحادث على نحو يوحي أنه هجوم بولوني مدبر. وبعد تمثيلية الهجوم تمت دعوة مراسلي الصحف إلى مكان الحادث. واحتجت ألمانيا على هذا «العدوان» وأكدت أنها سترد عليه بقوة. وفي اليوم التالي كانت القوات الألمانية تعبر الحدود البولونية-الألمانية لتبدأ الحرب العالمية الثانية.

## ذريعة الحرب الكورية
و رغم الدلائل، في الحرب الكورية، التي تؤكد أن قوات الجنوب قد بدأت الأعمال العدوانية، وأن القوات الأمريكية قد زجت في القتال قبل اتخاذ قرار الأمم المتحدة بشأن الوضع في كوريا، فلقد أصررت الرواية الرسمية الأمريكية على أن كوريا الشمالية كانت البادئة في القتال، معتبرة ذلك ذريعة لتدخلها في الصراع.
و هناك أيضا حادثة «خليج تونكين» التي استغلها الرئيس الأمريكي جونسون لقصف مدن فيتنام الشمالية والحصول على صلاحية «اسختدام القوة المسلحة في جنوب شرقي آسيا».